# Tang Chih-chun
Pour les articles homonymes, voir Tang.
Dans ce nom chinois, le nom de famille, Tang, précède le nom personnel Chih-chun.
Tang Chih-chun (en chinois traditionnel : 湯智鈞 ; pinyin : Tāng Zhìjūn) est un archer taïwanais né le 16 mars 2001.
Il a remporté avec Deng Yu-cheng et Wei Chun-heng la médaille d'argent du tir à l'arc par équipes masculin aux Jeux olympiques d'été de 2020 à Tokyo.